# 吳美
吳美（英語：Carmen Ng Mei，1976年—），前香港民主民生協進會成員，現任香港深水埗區議會龍坪及上白田選區議員。

## 參與區議會選舉
2003年香港區議會選舉，吳美代表民協參選龍坪選區，自由黨則派出吳家俊參選，期望吸納區內中產票源。結果吳美獲得1,722票，比吳家俊的677票多，以超過七成得票成功當選。
2007年香港區議會選舉，代表民協的原龍坪區議員吳美選擇於龍坪及上白田選區爭取連任，而李國柱以深水埗社區服務連線名義於本區出選，最終吳取得1,845票比李的682票多，成功連任。
2011年香港區議會選舉，吳美於本區再次參選連任，對手包括有自由黨成員陳建業及以「票債票償」為名義狙擊民協2010年支持2012政改政府方案的人民力量成員張本釗。結果吳氏2,120票，超過陳氏687票及張氏644票，以過六成得票連任。
2015年香港區議會選舉，吳美第三次爭取連任，而這次的對手則有由工聯會成員林偉文及來自爾登豪庭業主委員會的鄭志康。由於龍坪道綠化地改劃成住宅地一事，吳美積極組織活動反對，但無功而回，加上林偉文專注澤安邨交通及白田邨重建問題，選情吳林二人為主。結果吳氏2454票，超過林氏1678票及鄭氏161票，約五成七得票連任。其後由於2016年立法會選舉民協失利，加上地區逐漸中產化，吳氏退出民協。
2019年香港區議會選舉，吳美取得超過七成選票，打敗西九新動力所派出的羅國豪高票連任。同時吳美的丈夫麥偉明亦在寶麗選區勝出，成為當屆夫妻檔議員其中之一。

### 歷屆選舉結果
| 政党   | 政党       | 候选人    | 票数  | %     | ±      |
| ------ | ---------- | --------- | ----- | ----- | ------ |
|        | 西九新動力 | ①. 羅國豪 | 1,680 | 29.42 | 不適用 |
|        | 獨立       | ②. 吳美   | 4,031 | 70.58 | ▲16.42 |
| 多数票 | 多数票     | 多数票    | 2,351 | 41.16 | ▲13.09 |

| 政党   | 政党   | 候选人    | 票数  | %     | ±      |
| ------ | ------ | --------- | ----- | ----- | ------ |
|        | 無黨派 | ①. 鄭志康 | 161   | 3.75  | 不適用 |
|        | 工聯會 | ②. 林偉文 | 1,678 | 39.09 | 不適用 |
|        | 民協   | ③. 吳美   | 2,454 | 57.16 | ▼4.27  |
| 多数票 | 多数票 | 多数票    | 776   | 18.08 | ▼23.44 |

| 政党   | 政党     | 候选人    | 票数  | %     | ±      |
| ------ | -------- | --------- | ----- | ----- | ------ |
|        | 民協     | ①. 吳美   | 2,120 | 61.43 | 不適用 |
|        | 自由黨   | ②. 陳建業 | 687   | 19.91 | 不適用 |
|        | 人民力量 | ③. 張本釗 | 644   | 18.66 | 不適用 |
| 多数票 | 多数票   | 多数票    | 1,433‬ | 41.52 | ▼4.50  |

| 政党   | 政党         | 候选人    | 票数  | %     | ±      |
| ------ | ------------ | --------- | ----- | ----- | ------ |
|        | 九龍社團聯會 | ①. 李國柱 | 682   | 26.99 | 不適用 |
|        | 民協         | ②. 吳美   | 1,845 | 73.01 | 不適用 |
| 多数票 | 多数票       | 多数票    | 1,163‬ | 46.02 | 不適用 |

| 政党   | 政党   | 候选人    | 票数  | %     | ±      |
| ------ | ------ | --------- | ----- | ----- | ------ |
|        | 民協   | ①. 吳美   | 1,722 | 71.78 | 不適用 |
|        | 自由黨 | ②. 吳家俊 | 677   | 28.22 | 不適用 |
| 多数票 | 多数票 | 多数票    | 1,045 | 43.56 | 不適用 |

## 事件
- 2011年議員辦事處被刑事毀壞。[10]

- 2012年被質疑向區內長者派麵包收買人心。[11]

## 資料來源與註釋
1. 1 2  . on.cc東網. 2019-11-25  [2020-10-29]. （原始内容存档于2019-12-24） （中文（香港））.
2. ↑  憲報號外第19卷第40期 （页面存档备份，存于），香港政府
3. ↑  . 深水埗區議會. 2020-09-08  [2020-11-03]. （原始内容存档于2020-10-20） （中文（香港））.
4. ↑  . 深水埗區議會. 2015-06-09  [2021-01-03]. （原始内容存档于2015-06-26） （中文（香港））.
5. ↑  . 深水埗區議會. 2017-05-17  [2021-01-03]. （原始内容存档于2018-10-09） （中文（香港））.
6. ↑   (PDF).   [2003-12-12]. （原始内容存档 (PDF)于2021-07-02）.
7. ↑  . 2007-11-11  [2015-05-16]. （原始内容存档于2015-01-07）.
8. ↑   (PDF).   [2015-05-16]. （原始内容 (PDF)存档于2020-08-25）.
9. ↑  . 香港特別行政區政府. 2015-11-23  [2015-11-23]. （原始内容存档于2015-11-23）.
10. ↑  .   [2015-08-09]. （原始内容存档于2016-03-04）.
11. ↑  .   [2015-08-09]. （原始内容存档于2016-03-05）.

## 外部連結
- 深水埗區議會 - 深水埗區議會議員資料 吳美女士（页面存档备份，存于）
- 深水埗區議會 - 深水埗區議會議員資料 吳美女士（页面存档备份，存于）
- 深水埗區議會 - 深水埗區議會議員資料 吳美女士（页面存档备份，存于）

- 吳美的Facebook專頁
- 吳美的Facebook專頁

| 議會席位 | 議會席位                                                | 議會席位 |
| -------- | ------------------------------------------------------- | -------- |
| 新頭銜   | 深水埗區議會 龍坪及上白田選區區議員 2008年1月1日—       | 現任     |
| 新頭銜   | 深水埗區議會 龍坪選區區議員 2004年1月1日—2007年12月31日 | 選區重組 |